# PPM SA

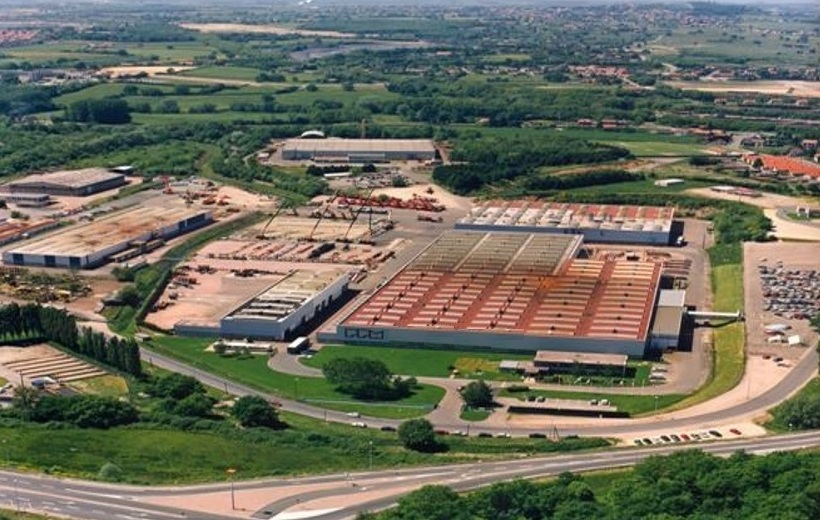
De PPM - fabriek in Montceau-les-Mines

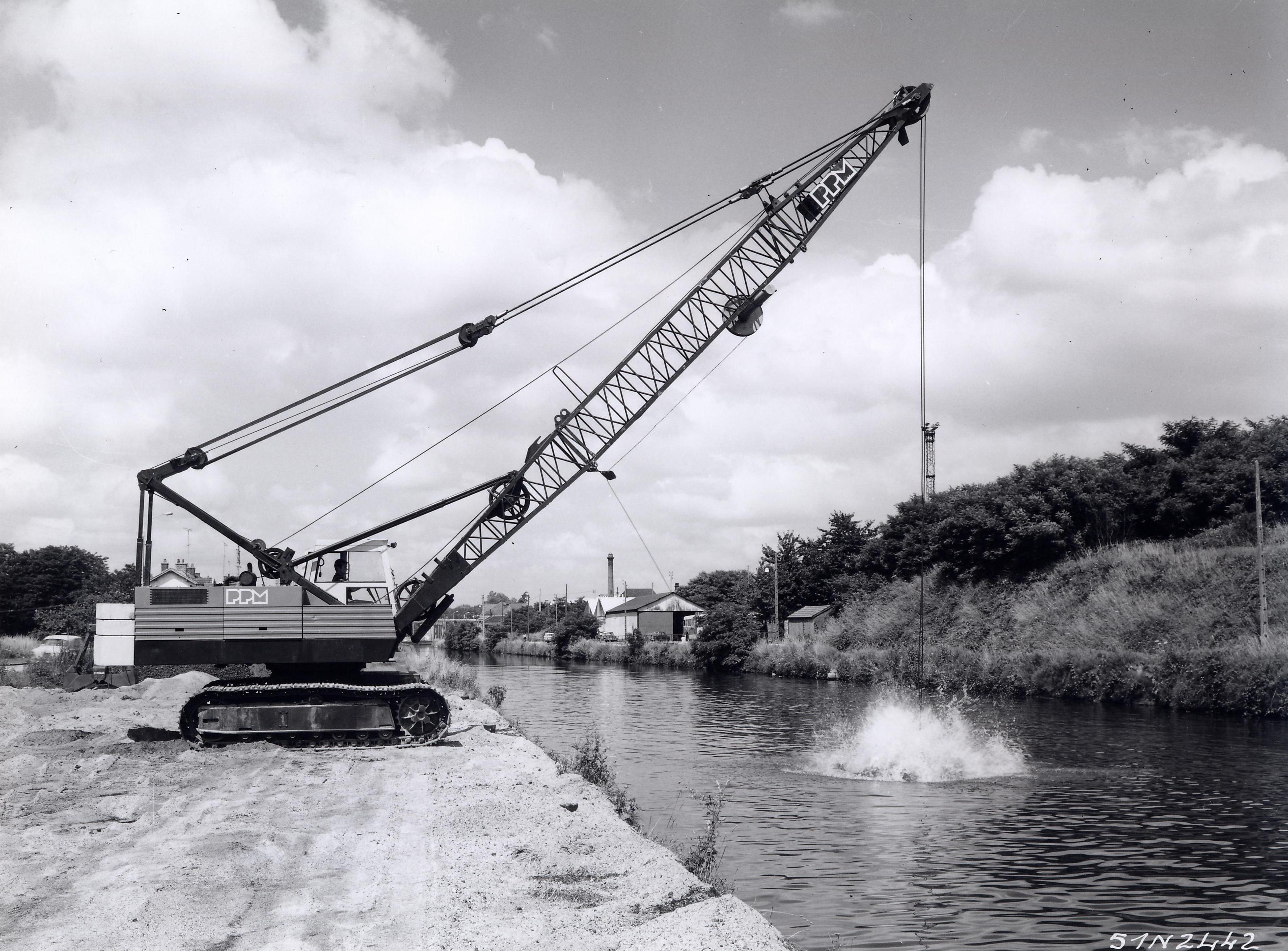
De dragline PPM 21.02

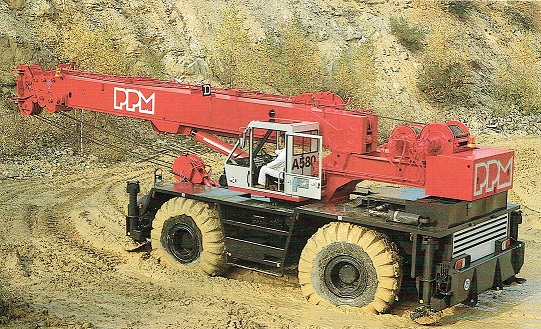
De ruw terrein hijskraan PPM A 580

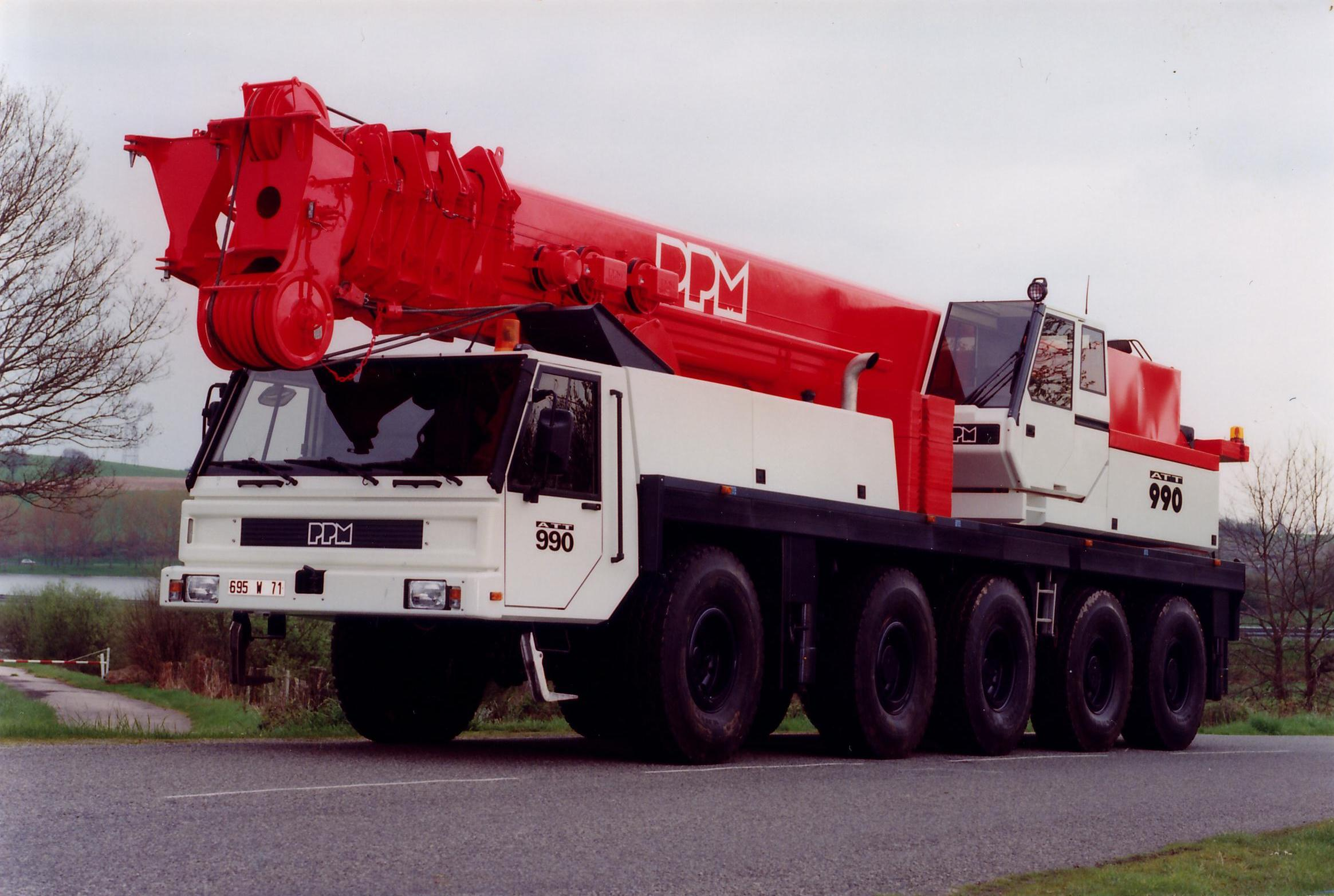
De weg-terrein hijskraan PPM ATT 990

Het bedrijf PPM (de afkorting van Potain - Poclain - Matériel) was een Franse hijskraan fabrikant en werd in 1966 opgericht door Potain en Poclain. Beide bedrijven waren producenten van hijskranen en bouwmachines en met behulp van de overheid werd een speciaal ontworpen fabriek gebouwd in de stad Montceau-les-Mines. PPM werd bekend om zijn innovatief denken en opmerkelijke ontwerpen. Het bedrijf heeft ongeveer 100 verschillende modellen ontworpen en gebouwd in een totaal van meer dan 10.000 hijskranen, met een hijscapaciteit van 10 à 120 ton. Daarnaast heeft het bedrijf talrijke andere machines ontwikkeld, waaronder zgn. container reach stackers, draglines, weg/terrein vrachtwagens en speciale voertuigen voor zowel civiele- als militaire doeleinden. Ondanks dat PPM eind jaren 80 de beschikking had over de modernste hijskraan fabriek van de wereld, was het bedrijf door de jaren heen nauw verwant aan een aantal overnames door verschillende moedermaatschappijen en werd uiteindelijk het bedrijf in 1995 overgenomen door de Terex Corporation.
In januari 2017 nam Konecranes voor 1,3 miljard dollar het onderdeel bedrijfs- en havenkranen over van Terex. Omdat hier ook de reach stackers van Terex onder vallen, kwam de fabriek in Montceau-les-Mines in handen van Konecranes. In 2020 maakte het bedrijf bekend dat men de activiteiten in Montceau les Mines ging beëindigen en dat de fabriek in december van dat jaar zal worden gesloten.

## Historie
- 1966 - PPM werd opgericht door de bedrijven Potain and Poclain.
- 1967 - De eerste PPM hijskraan – de 18.01- werd geïntroduceerd.
- 1970 - De eerste PPM truck hijskraan met telescoop giek – de 15.07 – werd afgeleverd.
- 1974 - De eerste weg/terrein hijskraan met een enkele cabine – de 14.07 – werd geïntroduceerd.
- 1975 - Poclain nam het aandelenpakket over van Potain en werd hierbij de volledig eigenaar van PPM.
- 1977 - Tenneco Inc. nam de leiding over van Poclain en werd tevens eigenaar van PPM.
- 1979 - De eerste container reach stackers – de PPM 10 GMI en de 20 GMI (Grue Manutention Industrielle) werden geïntroduceerd.
- 1980 - De eerste PPM weg / terrein hijskraan met twee cabines – de 20.07 – werd geïntroduceerd.
- 1982 - De reach stacker – PPM 40 GMI - werd geïntroduceerd en deze machine werd de voorloper van de huidige reach stackers.
- 1989 - Group Legris Industries werd de nieuwe eigenaar van PPM. De bedrijven Brimont SA en Bendini Spa werden aangekocht en ondergebracht in de nieuwe PPM groep.
- 1990 - Het bedrijf P&H Century II werd overgenomen. In Amerika, waar men in de fabrieken in Conway en Waverly en onder licentie van Harnischfeger Corporation, hijskranen bouwde, werd de merknaam veranderd in PPM Cranes Inc. De hijskraanfabriek in Dordmund werd na de overname ontmanteld en gesloten.
- 1995 - Terex Lifting werd de nieuwe eigenaar van PPM en de bedrijfsnaam veranderde in Terex - PPM SAS.
- 2004 - De bedrijfsnaam werd veranderd in Terex – France.